# リシャール・サンク

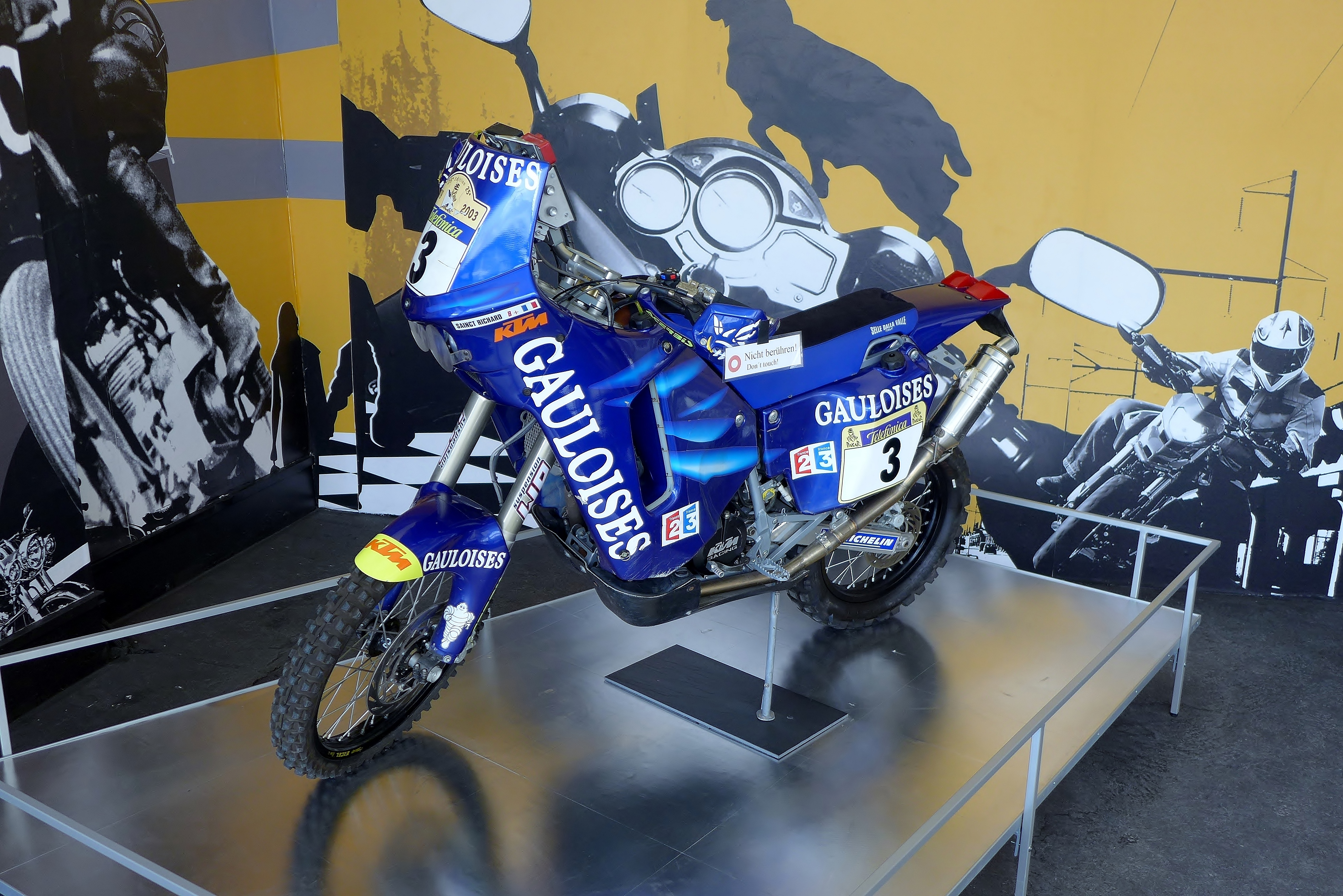
2003年優勝マシン（KTM・LC4 660ラリー）

リシャール・サンク（Richard Sainct、1970年4月14日 - 2004年9月29日）は、フランスの二輪オフロードレーサー。BMWとKTMでダカール・ラリーを3度制覇した。

## 経歴

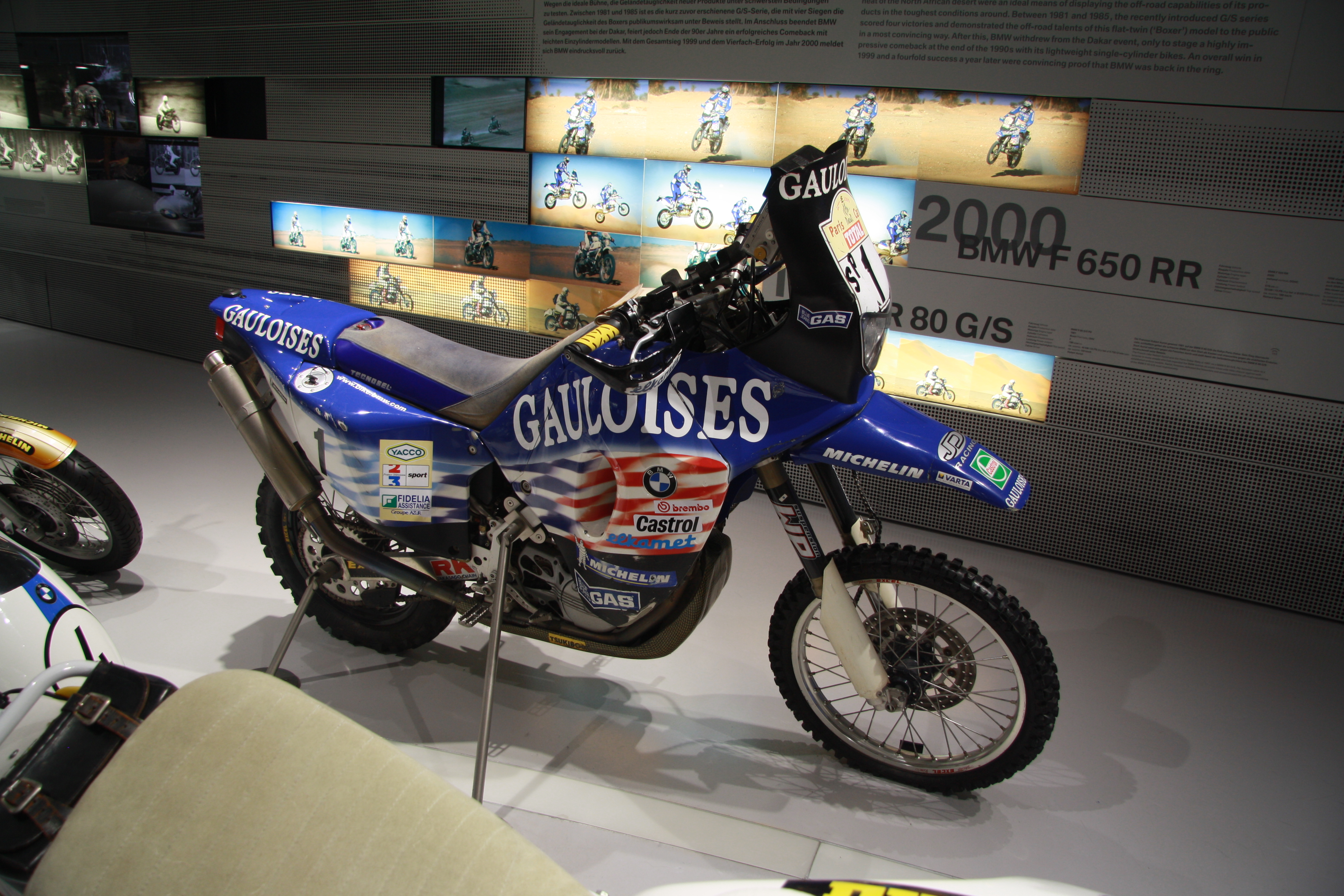
2000年優勝マシン（BMW・F650RR）

フランスはサンタフリクの出身。6歳でバイクに乗り始めた。モトクロスでデビューした後、1988年からエンデューロへ挑戦し、翌年フランス選手権を制覇。1990年、20歳の時にアトラス・ラリーからラリーレイドの道へ足を踏み入れ、1991年にカワサキからのマシンの提供を受けてダカール・ラリーへデビューした。
ゴール地点がケープタウンに設定された1992年大会は予算不足でダカールを断念したが、1995年にホンダの2ストロークエンジンのマシンで復帰。1996年にKTMを駆り5位フィニッシュ。1998年は終盤ショックアブソーバの問題によりリタイアするが、ステージ13で初のステージ勝利を飾る。
1999年はKTMの信頼性の問題もあって、前年にワークスチームが復活したBMWに加入。ヤマハとステファン・ペテランセルの撤退によりKTMとの一騎打ちとなったが、KTM勢の包囲網を振り切って、自身と復帰後のBMWにとって初の優勝を飾った。
翌2000年はBMWが1-4という盤石なフィニッシュで、1位をサンクが占めて連覇を達成した。この優勝は2020年にホンダが優勝するまで、長らくKTM以外のメーカーの最後の優勝となっていた。
彼はまた1998・1999年のチュニジアラリー、1997年・1998年・2001年・2002年のモロッコラリーでも優勝し、2002年のFIMクロスカントリーラリー・ワールドカップでタイトルを獲得した。
2001年からKTMへ加入し、2002年に3位表彰台を獲得。この時スピード違反に対するタイムペナルティがなければ優勝していた可能性があったとされる。
2003年に自身3度目の優勝を飾った。2022年にサム・サンダーランド（KTM/ガスガス）が達成するまで、サンクは最後に2ブランドで優勝したライダーであった。
2004年ダカールでも2位表彰台を獲得した。彼はその後同郷の先輩（ペテランセルやユベール・オリオール）たちに倣って、二部門制覇を狙って四輪転向のための支援者を公に集めていた。

### 人物像
ナニ・ロマとは非常に仲が悪く、しょっちゅう衝突した。しかしロマは後年、二人の関係をジェームス・ハントとニキ・ラウダに譬えており、サンクをリスペクトしていたとも語っている。
元KTMライダーで、現在は車椅子ドライバーとして活動するイシドル・エステべは、サンクは真面目でプロフェッショナルかつ準備周到だが、内気で情報もあまり共有せず、陽気なファブリツィオ・メオーニのようにオープンではなかったとしている。
マルク・コマはサンクがロマや他のライバルたちとうまくいっていないことを知っていたが、実際に会ってみると彼の後輩に対しても礼儀正しく親切な態度に好感を抱いたという。現在もサンクの妻とは連絡を取り合う仲である。
ダカール・ラリーの競技ディレクターだったエティエンヌ・ラヴィーンは、「彼は競技者を超えて愛すべき、"葉巻"を持っていなかった良い人であり、他の興奮しやすいライダーたちと違って冷静で、勇敢で、素晴らしい頭脳を持っていた」と高く評価している。

### 事故死
2004年9月29日、エジプトで行われたファラオ・ラリーの第4ステージの120km地点で転倒。イタリア人のチームメイトであるファブリツィオ・メオーニに救助された。
その後走り出したが、285km地点で二度目のクラッシュ。二人のライダーが発見した時、彼とバイクは25mも離れていたといい、10分後にヘリコプターが到着して病院に搬送されたが、死亡が確認された。享年34。最初のクラッシュで内臓を損傷していたらしく、発見された時は心音停止状態で、すでに死亡していたと考えられる。ダカール優勝経験者としては1992年のジル・ラレイ以来となる事故死となった。
メオーニに並ぶ2大エースの一人を失ったKTMは、かつてはエディ・オリオリとも激闘を繰り広げたジョルディ・アルカロンズ監督の指示によりレースからKTMワークスのバイクを引き上げさせたが、レースディレクターのジャッキー・イクスはイベントを完遂させた。
彼の死後、妻のパスカルと二人の息子が遺された。
サンクを救助したメオーニも、数ヶ月後のダカール・ラリーで事故死した。
サンクの死後、フランスのオート＝ロワール県では彼を偲び、エンデューロレースの「トロフィー・リシャール・サンク」が開催されている。